# Tolumnia tuerckheimii
Tolumnia tuerckheimii là một loài thực vật có hoa trong họ Lan. Loài này được (Cogn.) Braem miêu tả khoa học đầu tiên năm 1986.